# گوفر فلاتس (اورگن)
گوفر فلاتس (به انگلیسی: Gopher Flats) یک منطقهٔ مسکونی در ایالات متحده آمریکا است که در شهرستان اوماتیلا، اورگن واقع شده‌است. گوفر فلاتس ۵٫۶ کیلومتر مربع مساحت و ۴۰۱ نفر جمعیت دارد و ۳۷۱ متر بالاتر از سطح دریا واقع شده‌است.